# Ptilinopus marchei
Ptilinopus marchei là một loài chim trong họ Columbidae.